# 库恰戈
库恰戈（義大利語：Cucciago），是意大利科莫省的一个市镇。总面积4平方公里，人口3408人，人口密度852.0人/平方公里（2009年）。ISTAT代码为013084。